# Esquiva invertida

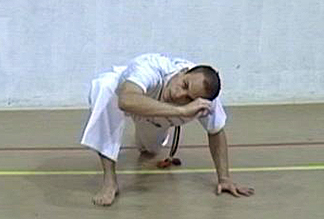
Vue de face

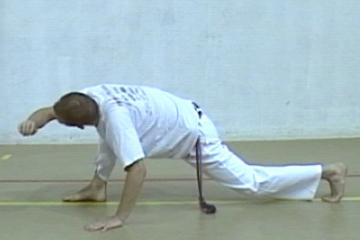
Vue de gauche

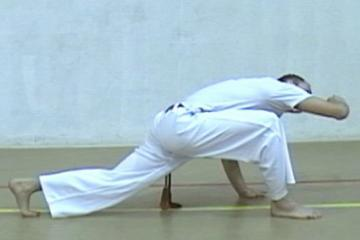
Vue de droite

L'esquiva invertida (litt. esquive inversée en portugais) est un mouvement d'esquive en capoeira, semblable à la descida basica, mais pendant laquelle il faut inverser la position des mains. Elle est utilisée pour éviter une attaque qui viendrait à contre-sens de l'esquiva basica ou pour faire une cabeçada de chão.